# Amadeu Bernadó i Calcató
Amadeu Bernadó i Calcató (Barcelona, 1899 - Clichy, París, 27 de juliol de 1974) fou un polític i periodista català. El 1924 ingressà a Estat Català, però es posà en contacte amb els cercles marxistes de l'Ateneu Enciclopèdic Popular, s'orientà cap a ells, de manera que el 1926 abandonà Estat Català i el 1928 participà amb Jordi Arquer i Saltor en la fundació del Partit Comunista Català (PCC). Fou dirigent del seu portaveu, Treball. Quan el 1930 el PCC s'uní amb la Federació Comunista Catalanobalear (FCCB) per fer el Bloc Obrer i Camperol (BOC), abandonà el partit. Proper a Estat Català-Partit Proletari (EC-PP), finalment no hi ingressà, i el 1932 ho va fer a la Unió Socialista de Catalunya (USC). Fou redactor de L'Opinió i de Justícia Social. El 1936 la USC s'incorporà al Partit Socialista Unificat de Catalunya (PSUC) i fou cap de redacció del seu portaveu Treball. El 1939 s'exilià a França, on participà en la resistència comunista contra l'ocupació nazi. Dins de la polèmica al si del PSUC, s'arrenglerà amb el sector catalanista liderat per Joan Comorera. Destacà com a historiador de l'obrerisme.

## Joventut
Amadeu Bernadó va néixer a Barcelona el 31 de gener de 1899 i de ben jove començà a treballar com a tipògraf i gravador. Amb només 18 anys inicià la seva activitat política i s'uní a Unió Catalanista, moviment impulsat per Domènec Martí i Julià que pretenia unir el catalanisme polític amb els moviments socials i obreristes. El 1918, Unió Catalanista es dissolgué i llavors Bernadó juntament amb alguns dels seus antics companys va fundar Joventut Socialista la Renaixença.
L'any 1923 Primo de Rivera va prendre el poder i començà així una etapa on Bernadó entrà en contacte amb la política de partits i amb la repressió policial del govern. En diverses ocasions fou detingut per la policia i empresonat a la presó Model.
Al mateix temps ingressà a Estat Català, partit que dirigia Francesc Macià. Bernadó fou un dels membres del directori interior d'Estat Català, juntament amb Jaume Aiguader, Miquel Ferrer i Sanxis i Josep Bonifaci. Ocupà el càrrec de secretari i actuà com enllaç entre el partit i la CNT de la qual també n'era militant. Com a integrant del directori interior participà amb Aiguader en la preparació dels fets de Prats de Molló encarregant-se infructuosament de la mobilització de la CNT a l'interior del país.
Des de l'exili, Macià i Ventura Gassol fundaren de nou el partit amb el nom de Partit Separatista Revolucionari Català, decisió que no fou seguida per alguns membres del partit, entre ells Bernadó que el 1926 abandonà Estat Català.
Els dies 30,31 d'octubre i 1 de novembre del mateix any Bernadó juntament amb Jordi Arquer i Domènec Ramon formà a Lleida el Partit Comunista Català. L'ideari del partit era marxista i catalanista i els seus mètodes i objectius el materialisme històric la lluita de classes la dictadura del proletariat i el dret dels pobles a l'autodeterminació. Bernadó s'encarregà de dirigir la publicació del partit “Treball”. Aquest setmanari sortí a la llum el primer trimestre de 1930 i fou en aquest moment quan Bernadó inicià la seva vocació periodística, que es convertí en la seva manera de fer política.
L'any 1930 Bernadó participà en l'elaboració del Manifest d'Intel·ligència Republicana. Aquest manifest publicat a l'Opinió, setmanari en el qual Bernadó participava, pretenia unificar les inquietuds i els interessos republicans de les diferents visions politiques.
El Partit Comunista Català es dissolgué a causa del retorn de Joaquim Maurín, partidari de la unitat de totes les organitzacions comunistes. Els partidaris de Maurin al BOC (Bloc Obrer Camperol), mentre que Bernadó i els altres dissidents agrupant-se en un primer moment a l'entorn del setmanari Treball.
L'any 1931 Bernadó participà en la fundació d'Esquerra Republicana Antiimperialista (ERIA) juntament amb Cèsar Falcón i l'any 1932 s'ajuntà al grup de Jaume Compte escindit d'Estat Català. La relació però durarà pocs mesos, ja que en serà expulsat per defensar una línia sindical més catalanista i favorable a l'Estatut.

## República (1931-1936)
Amb la proclamació de la Segona República Bernadó s'uní a Unió Socialista de Catalunya. Aquest partit participà com aliat d'Esquerra Republicana de Catalunya a les eleccions i posteriorment a les tasques de govern. A partir de 1932 Joan Comorera en fou el Secretari General.
Amadeu Bernadó es casà el 1931 matrimoni del qual en nasqué la seva única filla.
El 1934 Bernadó ocupà el càrrec de secretari de direcció del setmanari Justícia Social.
L'any 1936 l'USC participà en les llistes del Front Popular aconseguint quatre escons, i fins al maig d'aquest mateix any participà en el govern de la Generalitat. El 19 de juliol de 1936 la USC s'integrà en el Partit Socialista Unificat de Catalunya del que Joan Comorera fou el seu primer secretari general.
Amb la unió que formà el PSUC el setmanari Justícia Social s'ajuntà amb Octubre amb el nom de Justícia Social-Octubre, que visqué pocs mesos i es convertí en el diari Treball. Treball serà l'òrgan oficial del PSUC, dirigit en un primer moment per Joan Comorera amb Bernadó com a cap de redacció.
Bernadó fou nomenat president del Consell de Treball de la Generalitat de Catalunya

## Guerra Civil (1936-1939)
Durant la Guerra Civil espanyola Bernadó exercí de periodista, participant i narrant diferents esdeveniments històrics del moment. fou testimoni de l'afusellament del general Goded i cobrí les notícies del front d'Aragó. També participà com a periodista en la lluita de 1937 entre el PCE i PSUC contra el Partit Obrer d'Unificació Marxista defensant la posició del PSUC.

## 1939-1945
Bernadó fou mobilitzat a la darrera lleva de la República. El 10 de febrer creuava pel Coll d'Ares la frontera de França. Mai més va tornar a Catalunya. Bernadó passa poques setmanes al camp de presoners de Prats de Molló. Quan abandonà el camp es dirigí al poble Esperza on fou rebutjat pel fet de ser periodista. En aquell moment l'exili no era per Bernadó un final d'etapa després de la derrota, sinó un entreacte en la lluita contra el feixisme. Bernadó arribà a Paris on col·laborà en l'ajut als refugiats republicans per mitjà de la Federació Internacional de Periodistes de la qual n'era un membre destacat.
Iniciada la 2a guerra mundial i ocupada França pels alemanys Bernadó iniciarà la seva col·laboració amb l'FTP-MOI, organització clandestina dirigida per Jacques Duclos integrada pels comunistes de tot Europa que s'havien refugiat a França fugint del nazisme Arran d'això Bernadó fou detingut diverses vegades per la policia de Vichy i per la Gestapo.
L'octubre de 1941 la policia militar alemanya el deté a París i és acusat de robar explosius de les obres de construcció de l'aeroport de Nevers. Bernadó fou traslladat a la presó militar de Paris i alliberat poques setmanes després. A la primavera del 1942 el tornaren a detenir però novament aconseguí la llibertat gràcies a ser espanyol i catòlic.
El novembre del mateix any Bernadó fou detingut per la policia francesa a l'andana de l'estació de París-Austerlitz, per causar aldarulls a l'estació mentre acomiadava a la seva família que fugia de París. Bernadó és internat a la presó de la Santé on s'hi passà la resta de la guerra fins a l'alliberament de Paris.

## Exili (1945-1974)
Finalitzada la segona guerra mundial s'integrà altre cop a PSUC dirigit des de l'exili per Joan Comorera. Bernadó fou l'encarregat de dirigir el diari del partit Lluita. El diari s'editava des de París en català. Es podria considerar que aquesta publicació és la continuació del diari Treball. Com el seu nom indica la tasca principal del diari era lluitar contra la dictadura del general Franco.

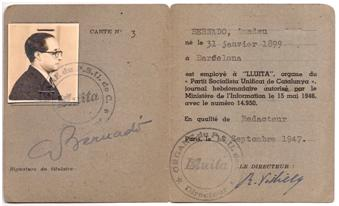
Carnet de periodista del diari Lluita

El PSUC sempre havia mantingut la seva independència amb el partit comunista espanyol, aquesta situació es trencà l'any 1948 i fou el desencadenant de l'expulsió de Comorera i els seus seguidors, entre ells Bernadó.
Bernadó deixà també la redacció del diari Lluita i deixà de dedicar-se professionalment al periodisme, tot i que continuà publicant i escrivint, sempre ho feu des de fora del partit i no com a activitat principal.
Bernadó tornà a l'ofici de corrector entrant a treballar a l'editorial Larousse, on revisava i corregia textos d'aquesta editorial.
Durant els anys 60 escrigué treballs(no publicats) sobre la primera vaga general a Espanya, la Jamància, diversos estudis sobre Joan Comorera i Alejandro Lerroux així com una obra autobiogràfica Els engabiats.
Durant aquest període també s'encarregà de traduir al català el Manifest Comunista, però a causa de les tensions que tenia amb el PSUC el text no fou autoritzat.
Durant el seu exili Bernadó guanyà els Jocs Florals de la llengua catalana l'any 1948, el 1964 i el 1965 celebrats a França.
Bernadó morí el 24 de juliol de 1974 en un hospital de París a causa a una malaltia cardíaca pocs mesos abans de la mort de Franco. Fou enterrat al cementiri de Clichy de París.